# Abnousse Shalmani
Abnousse Shalmani, née le 1er avril 1977 à Téhéran, est une journaliste, écrivain et réalisatrice française d'origine iranienne.

## Biographie

### Famille et formation
Abnousse Shalmani naît le 1er avril 1977 à Téhéran, où son père travaille dans un laboratoire de chimie ; sa mère est secrétaire. Ils sont de confession musulmane chiite mais laïques, et sympathisent avec l'opposition communiste hostile à la monarchie du Shah d'Iran.
Lors de la révolution iranienne de 1979, où l'ayatollah Khomeini prend le pouvoir et instaure un régime islamiste, le port du voile devient obligatoire pour les femmes. Plusieurs milliers d'opposants sont exécutés.
La famille Shalmani part s'installer en France en 1985. Son père ouvre une librairie-papeterie, puis un laboratoire photographique ; sa mère travaille comme assistante maternelle.
Abnousse Shalmani fait des études d'histoire et de lettres modernes, elle obtient une maîtrise.

### Carrière
Elle devient chroniqueuse à L'Express, i24News et sur LCI et commence à écrire.
Naturalisée française en février 2009, elle vit à Paris.
En 2014, elle publie, sous le titre Khomeyni, Sade et moi, un livre où elle évoque sa petite enfance sous la férule des « femmes-corbeaux » (les gardiennes de la morale, toutes de noir vêtues) du « chef en noir et blanc » (surnom qu'elle donne à Khomeini), et dit sa colère lorsqu'elle découvre en France des femmes « enfoulardées », portant le voile islamique,,.
En 2024, elle est lauréate des prix littéraires : Prix Gisèle Halimi et Prix littéraire Simone-Veil pour son roman J’ai péché, péché dans le plaisir.

## Prises de position

### Féminisme et écriture inclusive
Opposée à l'écriture inclusive et défendant un féminisme universaliste, individualiste et libéral, Abnousse Shalmani se dit écrivain, et non écrivaine,.

### Tribune critique deMeToo
Le 9 janvier 2018, elle est co-rédactrice, avec Sarah Chiche, Catherine Millet, Peggy Sastre et Catherine Robbe-Grillet, d'une tribune polémique publiée dans Le Monde intitulée « Des femmes libèrent une autre parole », qui critique les dérives du mouvement MeToo.

### Laïcité
Le 8 novembre 2023, elle préside le jury du Prix de la laïcité, décerné à Michaël Delafosse, maire de Montpellier ; à cette occasion, elle prononce un discours sur les nouvelles menaces contre la laïcité dont elle dit : « ce mot […] était un phare pour tous les métèques. Ce mot […] se retourne en une insulte dans la bouche des ennemis de la liberté et de la France. Sans ce mot, je ne serais pas devant vous aujourd'hui. Sans ce mot, mes parents n'auraient pas fait le choix de la France ».

### Palestine
Le 27 novembre 2023, dans le contexte du début de la guerre à Gaza, la journaliste Pauline Brock reproche à Abnousse Shalmani d'avoir relayé sur la chaîne LCI les critiques (qu'elle juge erronées à l'époque), formulées à l'égard de l'UNWRA par UN Watch, une ONG décrite comme pro-israëlienne par plusieurs observateurs. Ces critiques visent notamment l'incitation à la haine des Juifs constatée dans les manuels scolaires et les écoles sous contrôle de l'UNWRA.

## Controverses

### Changement climatique
En 2020, elle affirme lors d'un débat face à Nicolas Hulot que les victimes de catastrophes naturelles induites par des événements climatiques extrêmes sont moins nombreuses qu'autrefois, en reprenant à son compte des chiffres donnés le lobbyiste Michael Shellenberg en affirmant de manière erronée qu'ils sont les chiffres avancés par le GIEC. Ses propos fâchent Nicolas Hulot, qui l'accuse de climatoscepticisme, ce qu'elle réfute,.

### Propos sur les élèves musulmans
Ses propos à l'encontre des musulmans sont sources de critiques. Elle affirme par exemple, sans étude à l'appui, que les élèves « musulmanes et maghrébines » en France se sentiraient obligées d’être moins bonnes à l’école, de peur de passer pour de « véritables Françaises » ou reprend à son compte d'autres clichés qualifiés de stigmatisants pour ces élèves.

## Ouvrages

### Essais
- Khomeiny, Sade et moi, Grasset, 2014, 336 p.  (ISBN 978-2246852070).
- Éloge du métèque, Grasset, 2019, 198 p.  (ISBN 978-2246821359).
- Laïcité j’écris ton nom[10], Éditions de l'Observatoire, 2024.

### Romans
- Les exilés meurent aussi d'amour, Grasset, 2018, 400 p.  (ISBN 978-2246862338).
- J’ai péché, péché dans le plaisir, Grasset, 2024, 198 p.

## Films
- 2005 : Paris, la métisse (co-réalisatrice), long métrage[16]
- 2007 : La Dictionnaire (réalisatrice), court métrage[17]

## Distinctions
- 2024 : Prix Simone Veil pour J'ai péché, péché dans le plaisir[18]